# Château de Asmesnal
Le château de Asmesnal est un château fort situé dans une dehesa de la ville de Alfaraz de Sayago, dans la province de Zamora, communauté autonome de Castille-et-León, en Espagne.